# Lactarius resimus
Lactarius resimus (Elias Magnus Fries, 1821 ex Elias Magnus Fries, 1838) este o specie de ciuperci necomestibile din încrengătura Basidiomycota în familia Russulaceae și de genul Lactarius. O denumire populară nu este cunoscută. Acest burete, regional destul de frecvent, coabitează, fiind un simbiont micoriza (formează micorize pe rădăcinile arborilor). În România, Basarabia și Bucovina de Nord trăiește pe sol uscat și nisipos precum pe cel calcaros, în grupuri de câteva exemplare, în păduri de conifere, foioase și mixte, preponderent sub pini respectiv mesteceni, dar ocazional și pe lângă diferiți alți arbori (arin, fag, plop).  Apare de la câmpie la munte, din august până în octombrie.

## Taxonomie

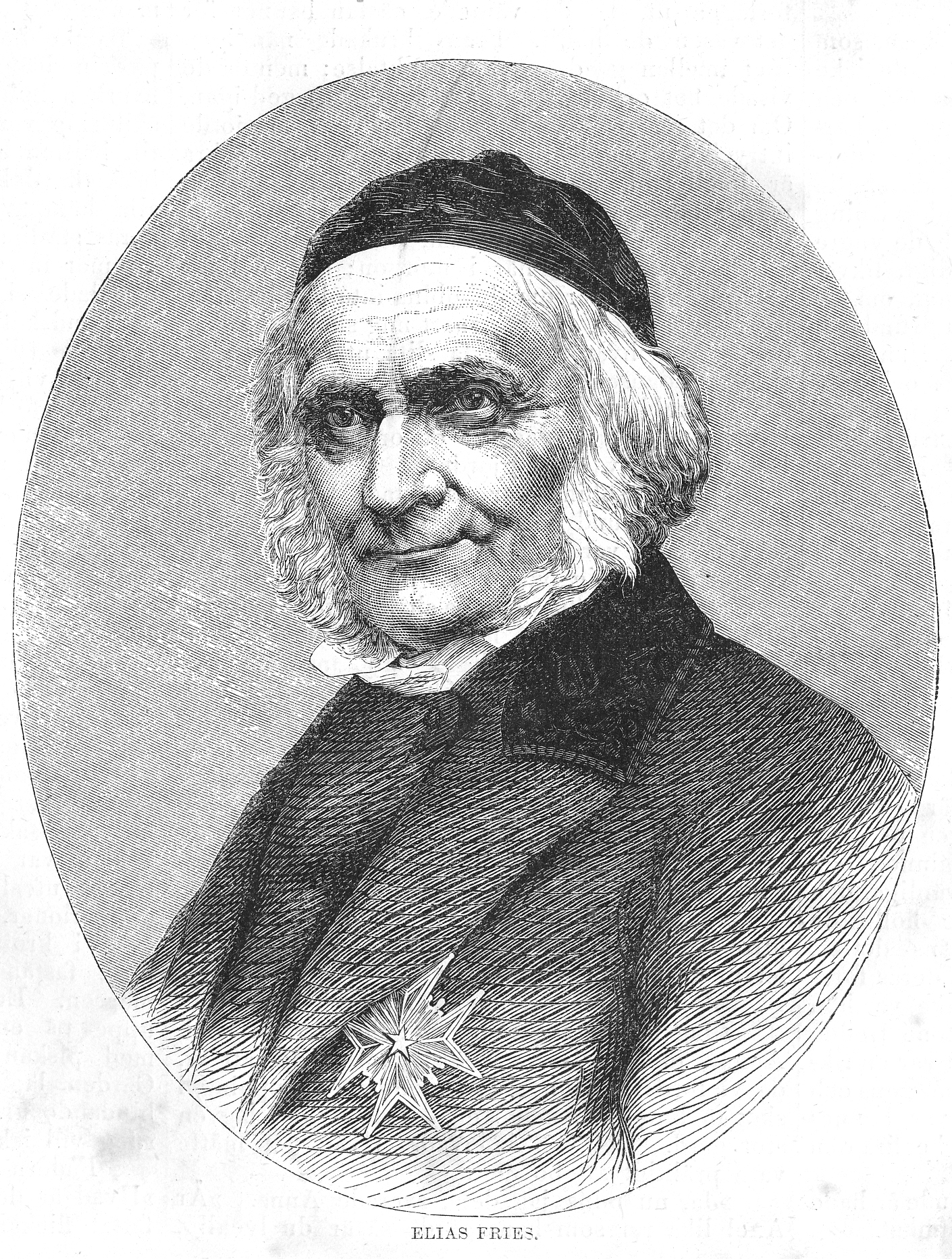
Elias Fries

Marele savant suedez Elias Magnus Fries a descris specia pentru prima dată drept Agaricus intermedius var. expallens, văzând în ea o variație a lui Lactarius scrobiculatus deja în 1815. Dar s-a corectat, determinând  numele binomial Agaricus resimus, de verificat în volumul 1 al operei sale Systema mycologicum din 1821.
Apoi, în 1838, Fries însuși a transferat soiul la genul Lactarius sub păstrarea epitetului în cartea sa Epicrisis systematis mycologici, seu synopsis hymenomycetum din 1838. Taxonul Lactarius resimus este numele curent valabil (2020).
Toate celelalte încercări de redenumire și variații descrise (vezi infocaseta) sunt acceptate sinonim, dar nefolosite.
Epitetul este derivat din cuvântul latin (latină resimus=impus, înfășurat peste ceva).

## Descriere

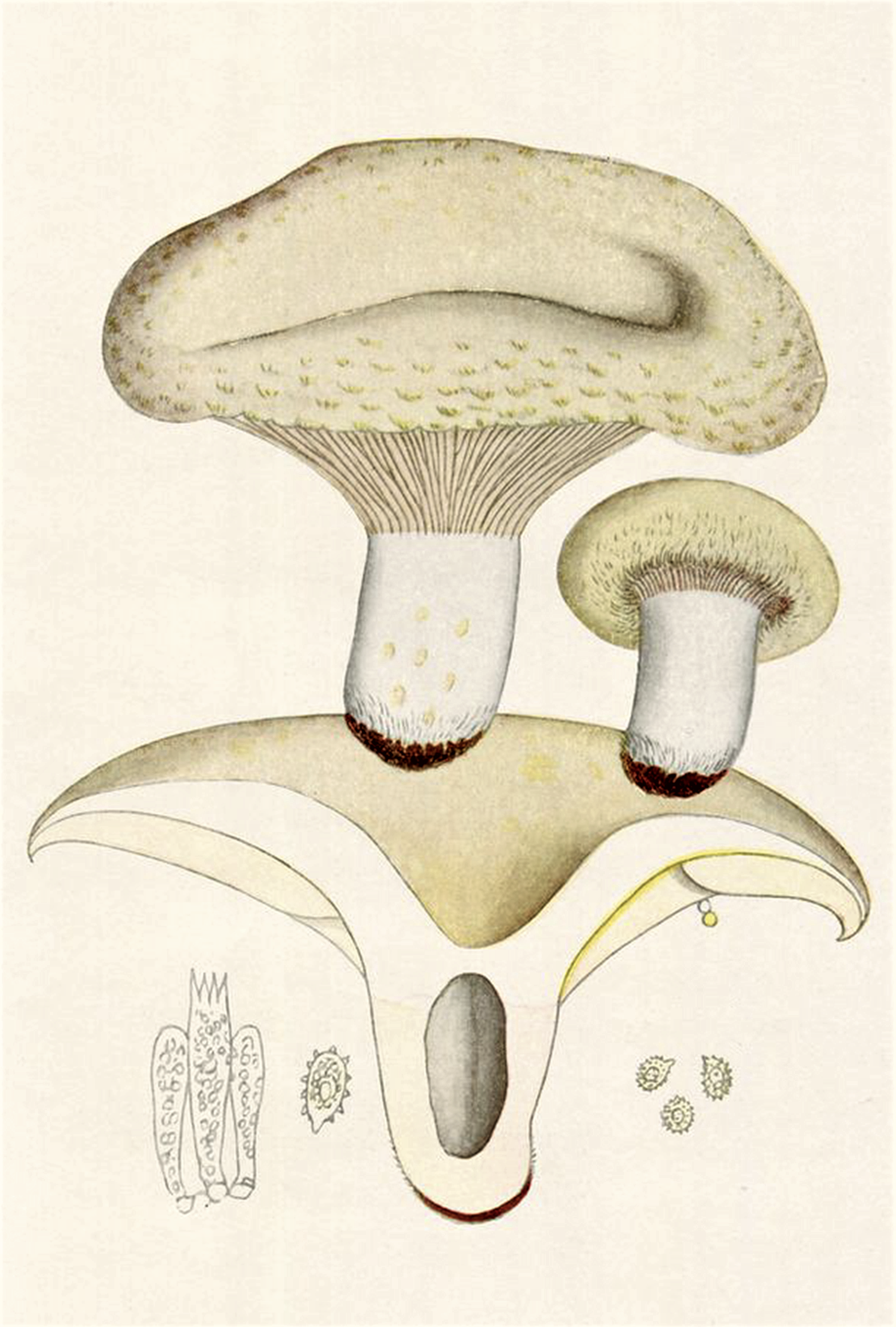
Bres.: Lactarius resimus

- Pălăria: are un diametru de 7-15 (20)cm, este largă și cărnoasă, inițial convexă și în mijloc ombilicată cu marginea răsfrântă spre interior, apoi din ce în ce mai plată și adâncită în centru, iar în vârstă cu marginea întinsă și adâncită în formă de pâlnie. Cuticula netedă și lipicioasă, la umezeală lucioasă și vâscoasă, de obicei fără zone concentrice de altă culoare, are un colorit alb în tinerețe, devenind cu avansarea în vârstă palid crem sau galben de paie, spre mijloc deseori mai închis cu nuanțe sau pete de ocru.
- Lamelele: sunt dese, destul de subțiri, bifurcate și intercalate, semi-înalte, inițial lat aderate la picior și la bătrânețe decurente în lungul lui. Tinere de culoare palid crem, devin cu timpul tot mai intensiv ocru-roșiatice.
- Piciorul: este destul de scurt în relație cu pălăria, cilindric și gros cu o înălțime de 3-6cm și o lățime de 2-3cm, fiind cărnos și robust, repede gol pe dinăuntru. Coaja alburie, netedă, spre bază catifelată, arată doar acolo uneori mici gropițe sau pete în ocru. Nu prezintă un inel.
- Carnea: fermă și foarte compactă este albă, sub cuticulă și coaja pălăriei galben viu. Mirosul este fructuos, dar gustul, în primul moment blând, devine repede iute cu nuanțe amare.
- Laptele: inițial alb, se decolorează după cel târziu 30 secunde galben de sulf sau de lămâie și curge numai slab. Gustul este și el iute.[3][4]
- Caracteristici microscopice: are spori globuloși de 7-8 microni și/sau slab ovoidali de 8-10 x 7-9 microni cu apicol, fiind amiloizi (ce înseamnă colorabilitatea structurilor tisulare folosind reactivi de iod), hialini (translucizi), prezentând un ornament reticulat incomplet, înalt de 0,8µm care constă din negi preponderent reticulați. Pulberea lor este albă. Basidiile cu în mod normal 4 sterigme fiecare sunt îngroșat clavate,  măsurând 35-50 × 9-11,5 microni. Are doar puține pleurocistide (elemente sterile situate în himenul de pe fețele lamelor) împrăștiate, încolăcit cilindrice până fusiforme, de 40-70 x 7,5-9 microni care apar doar la baza lamelelor. Muchiile sterile nu prezintă cheilocistide (elemente sterile situate pe muchia lamelor) ci numai paracistide (cistide numai puțin diferențiate de pe muchiile lamelor) preponderent septate, clavate până cilindrice sau în formă îngustă de sticlă, în vârf deseori strânse ca un șirag de perle, măsurând 12-40 x 4,5-9,5 microni. Pileocistidele (elemente sterile de pe suprafața pălăriei) formează un strat gros de hife paralele de 2–7µm lățime cu o dimensiune de 200-400µm.[9][10][11]
- Reacții chimice: nu sunt cunoscute.[3][4]

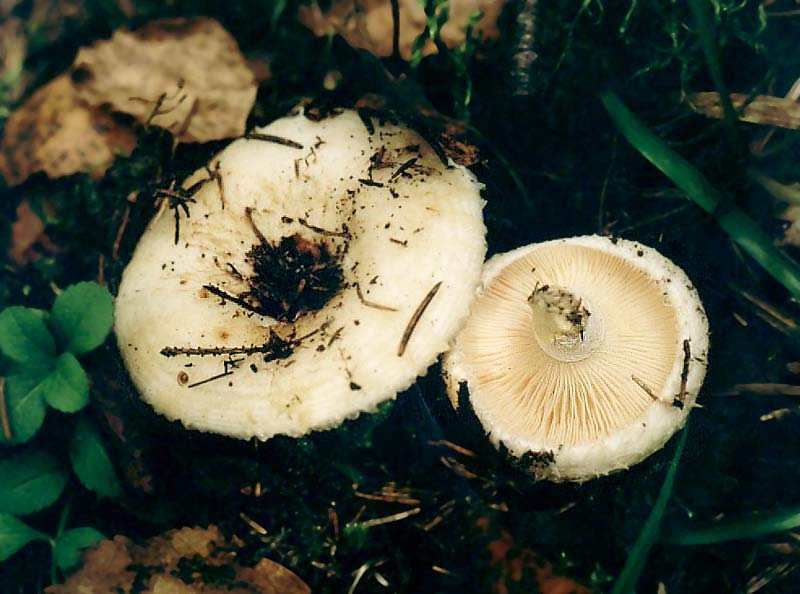
L. resimus, pălărie, lamele și picior
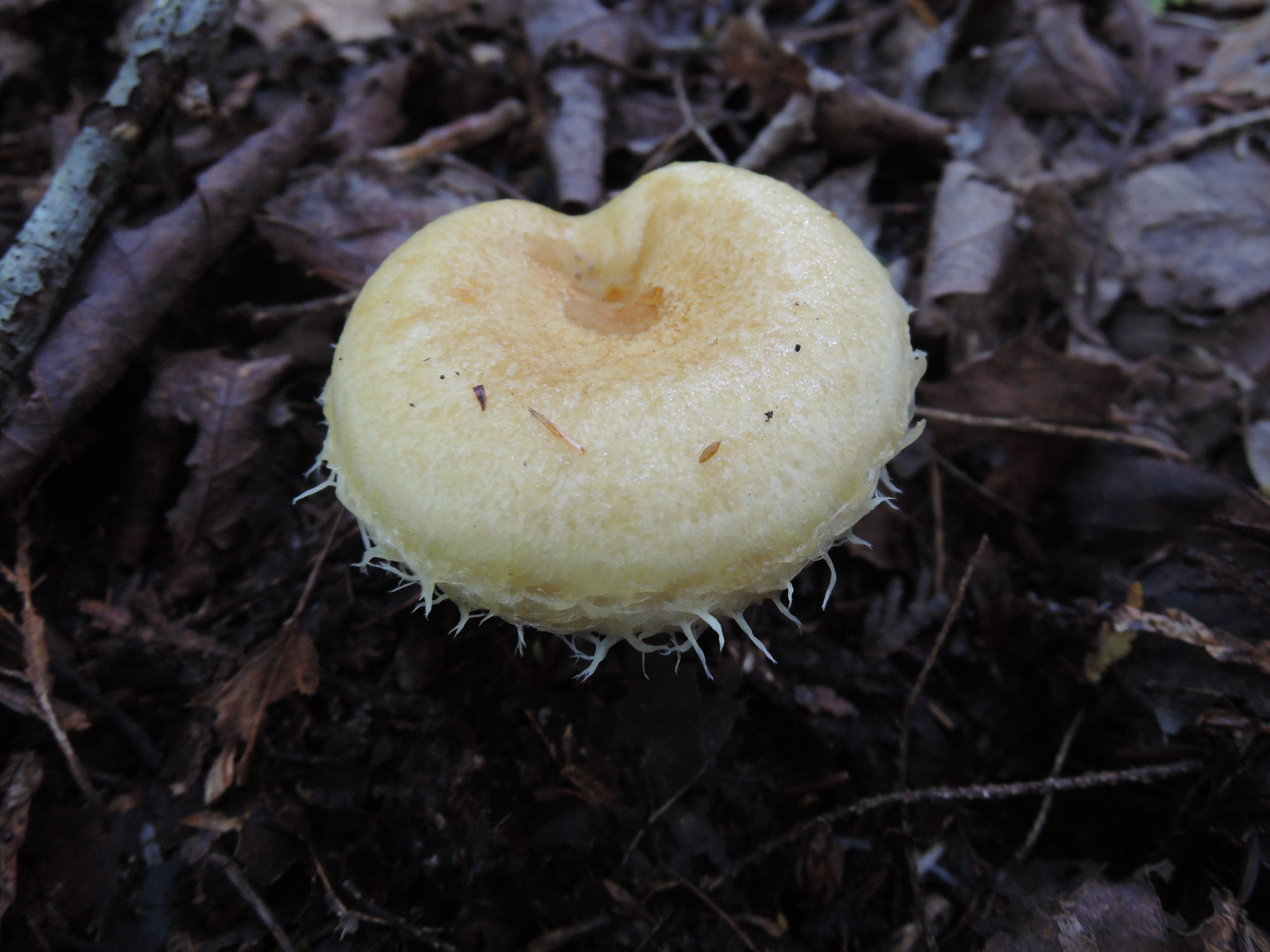
L. resimus de culoare mai închisă

## Confuzii
Buretele poate fi confundat între altele cu Lactarius citrolens (necomestibil, gust amar și iute, inițial miros de roiniță sau lămâie, apoi de lămâie putredă), Lactarius controversus (necomestibil, extrem de iute),Lactarius glaucescens, sin. Lactarius pergamenus (comestibil dar iute, se dezvoltă numai în păduri de foioase, mai mic și subțire, se decolorează după tăiere gălbui), Lactarius pallidus (necomestibil, amar și zgâriind, se dezvoltă mai ales sub fagi, cu cuticulă și carne mai gălbuie), Lactarius piperatus (comestibil, iute, dar bine de preparat), Lactarius pubescens (otrăvitor, extrem de iute, se dezvoltă în afară de păduri prin iarbă sub mesteceni, marginea piciorului fiind neregulat ondulată precum pletoasă cu franjuri, miros de mușcată), Lactarius repraesentaneus (necomestibil, carnea fără miros și gust, suc amar, ce se decolorează cu timpul violet, trăiește sub molizi, dar și pe lângă mesteceni), Lactarius scrobiculatus (otrăvitor), Lactarius torminosus (otrăvitor, crește sub mesteceni, mai roz-roșiatic, miros fructuos cu nuanțe de terpentină, gust iute și rășinos), Lactarius trivialis sin. Lactarius bertillonii var. queletii (necomestibil pentru că prea iute, se dezvoltă numai în foioase, cu mare drag sub castani, lamele foarte îndepărtate, buretele original cu cuticula colorată spre gri-roz, variația queletii însă este albă)  sau Lactarius vellereus (necomestibil, de asemenea foarte iute, amar și zgârcind, lamele mai depărtate, cuticulă lânos-împâslită).
Posibilă este de asemenea o confundare cu două ciuperci comestibile fără suc din genul Russula: Russula delica și surata ei foarte apropiată Russula chloroides.

## Specii de ciuperci asemănătoare în imagini

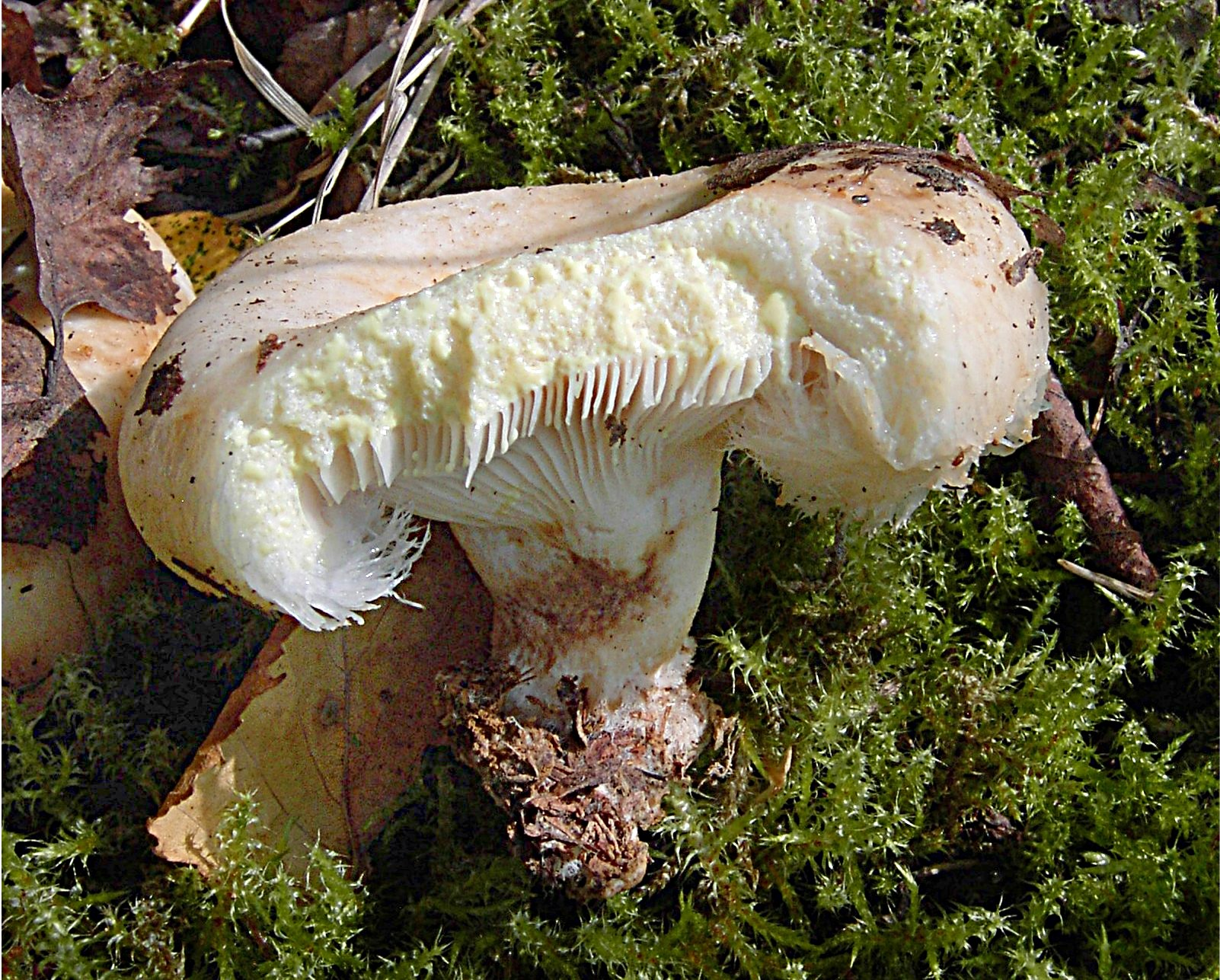
!Lactarius citriolens!
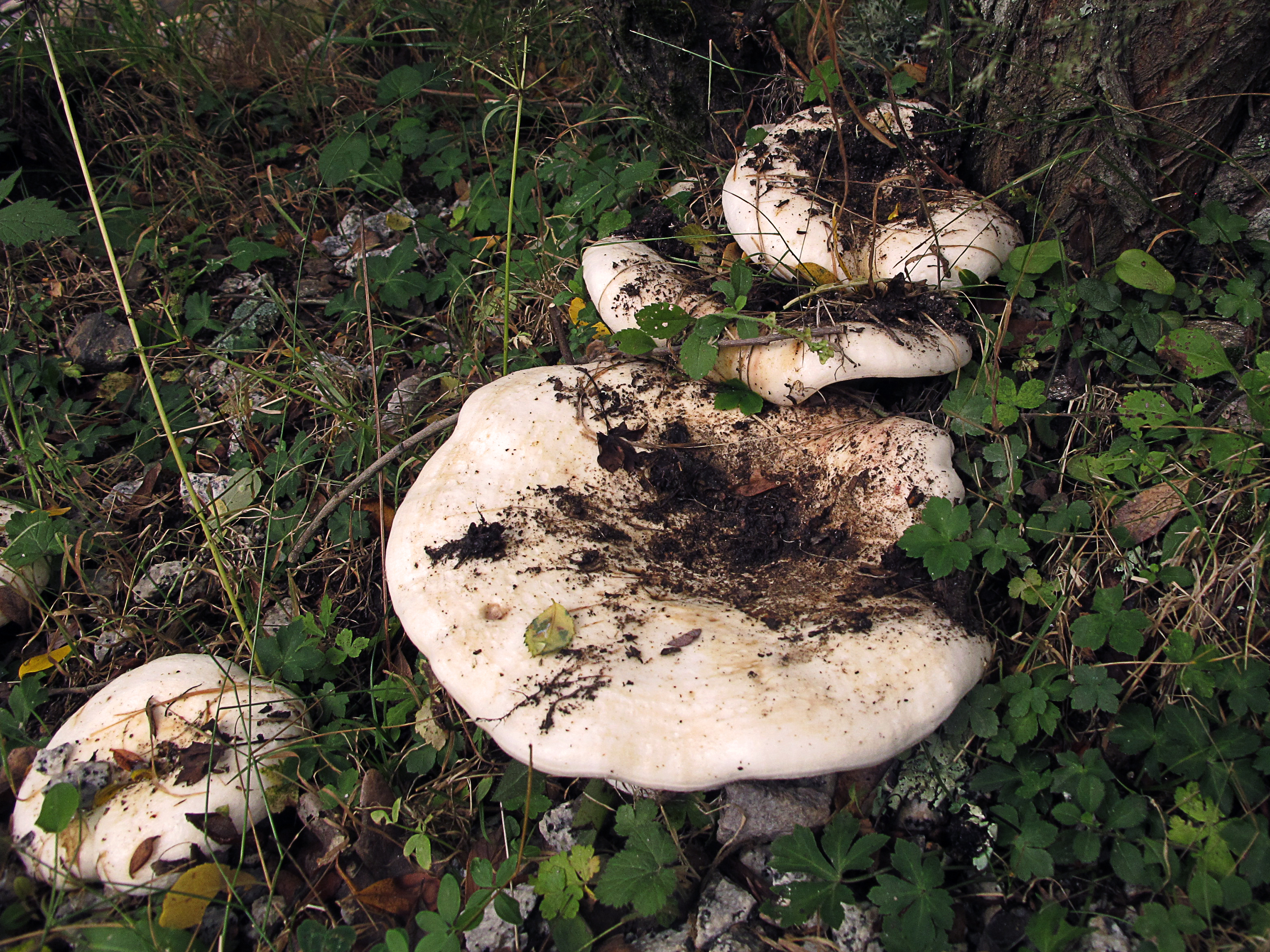
!Lactarius controversus!
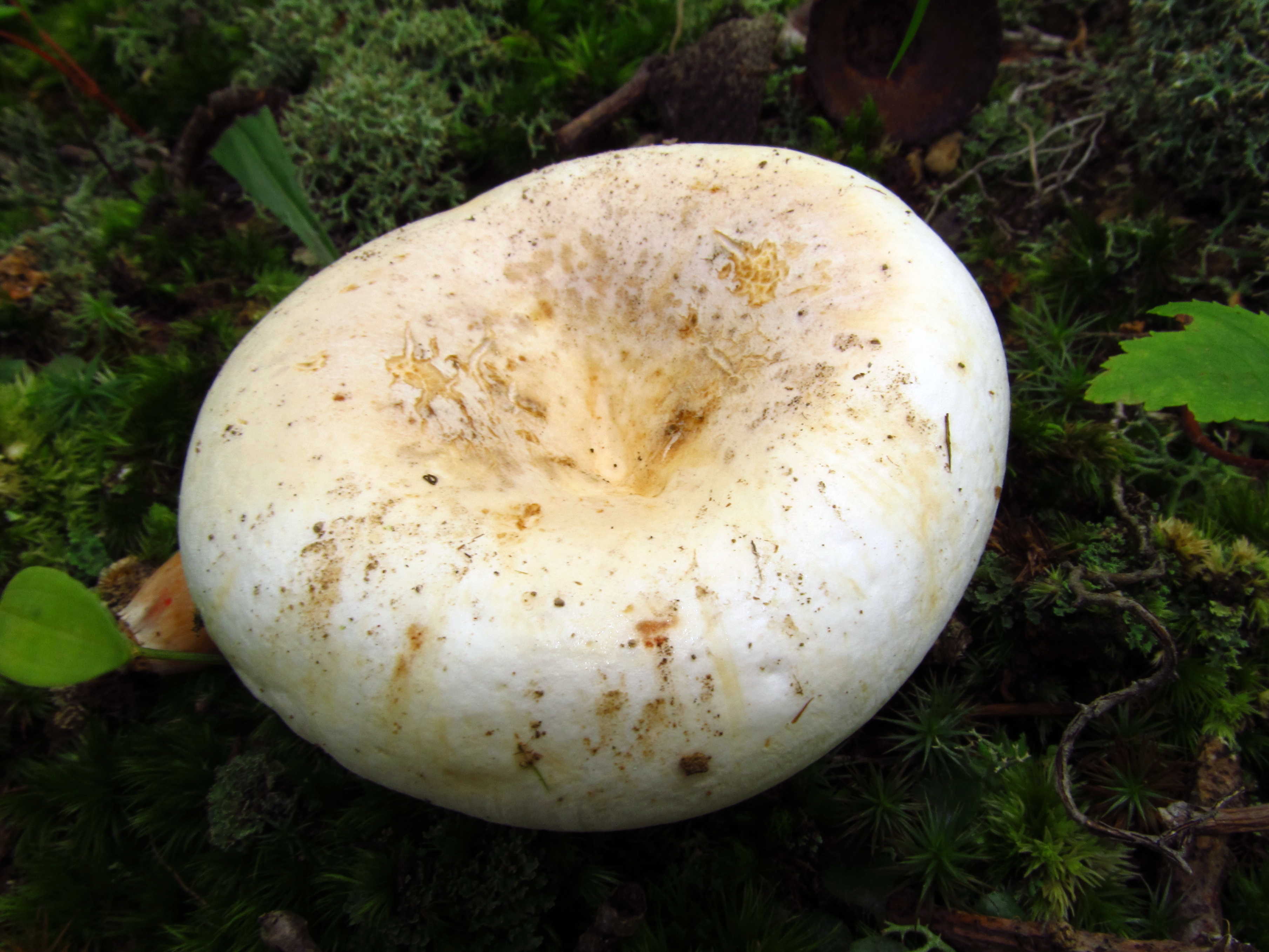
!Lactarius glaucescens, sin. pergamenus!
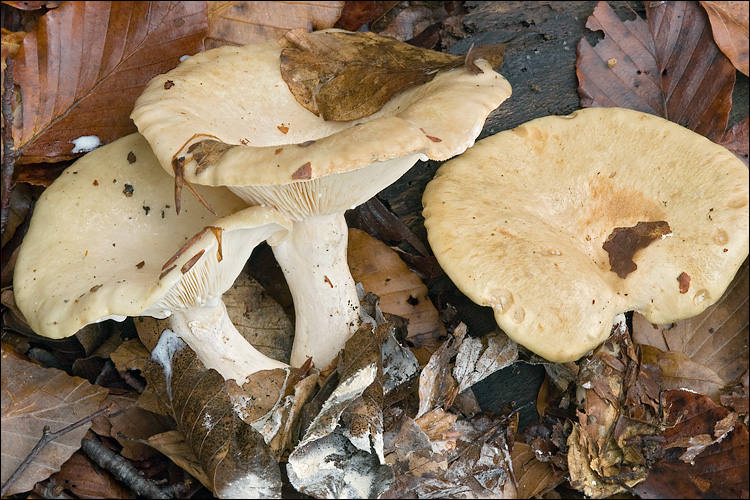
!Lactarius pallidus!
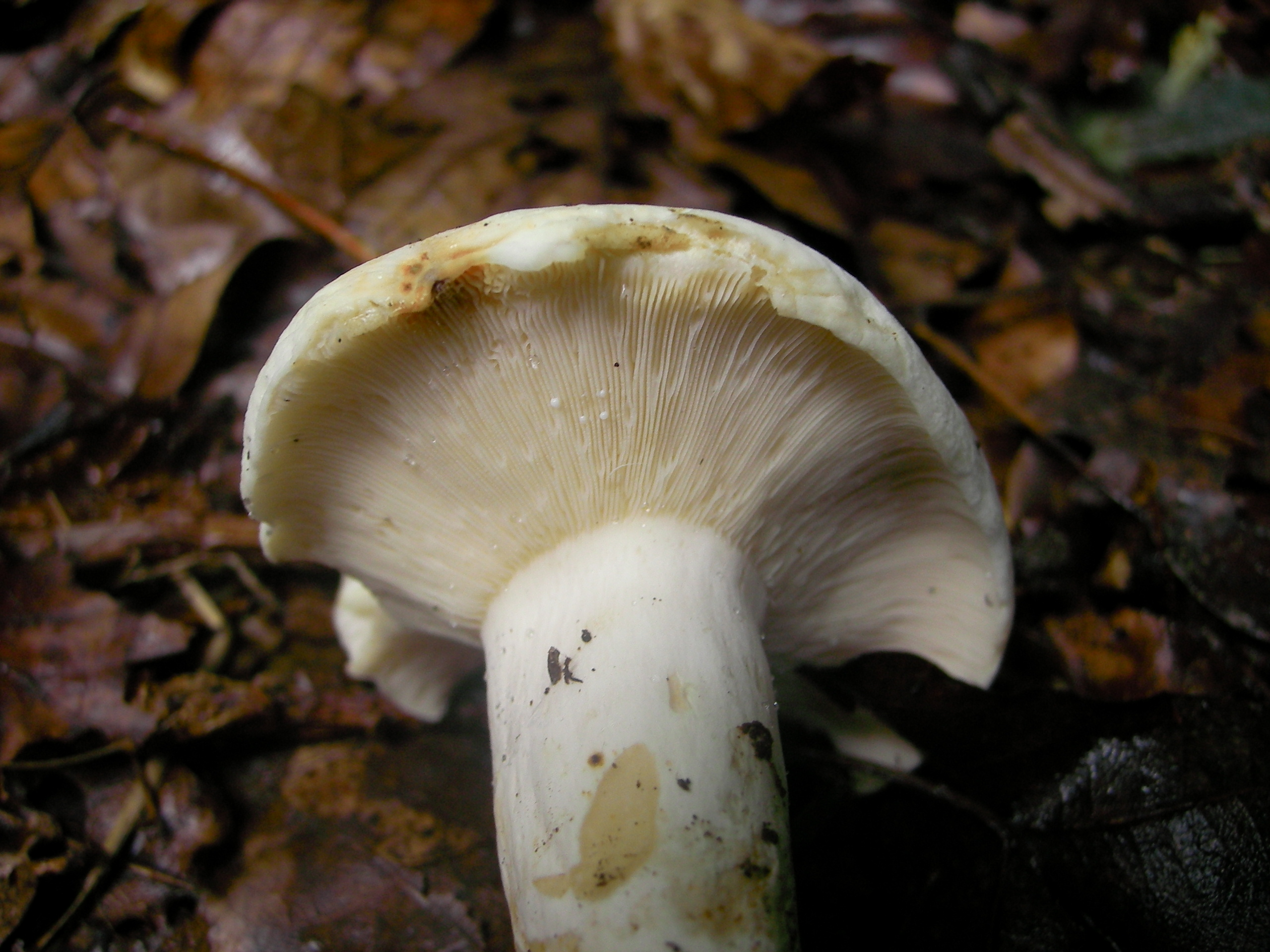
L piperatus
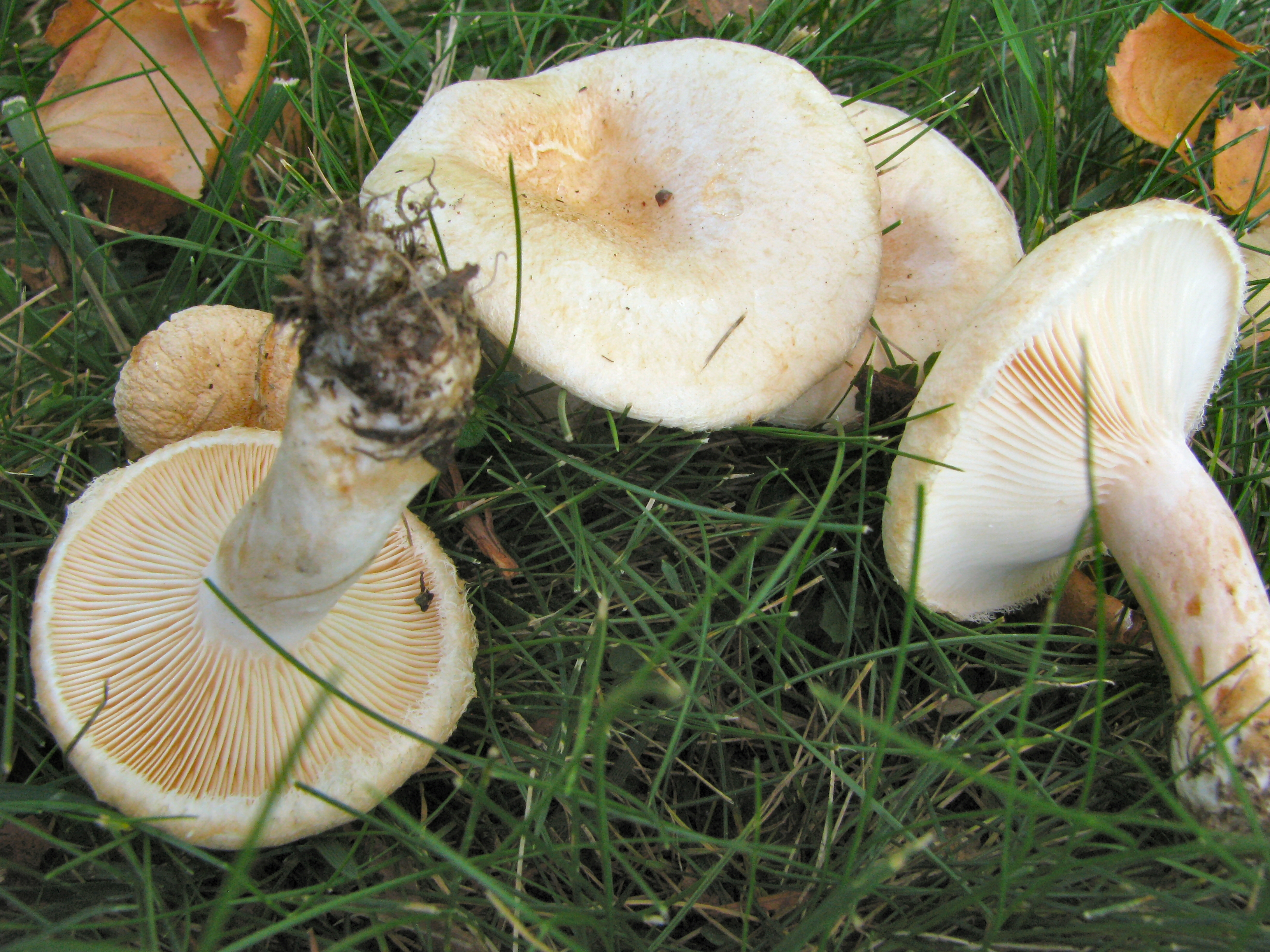
!!Lactarius pubescens!!
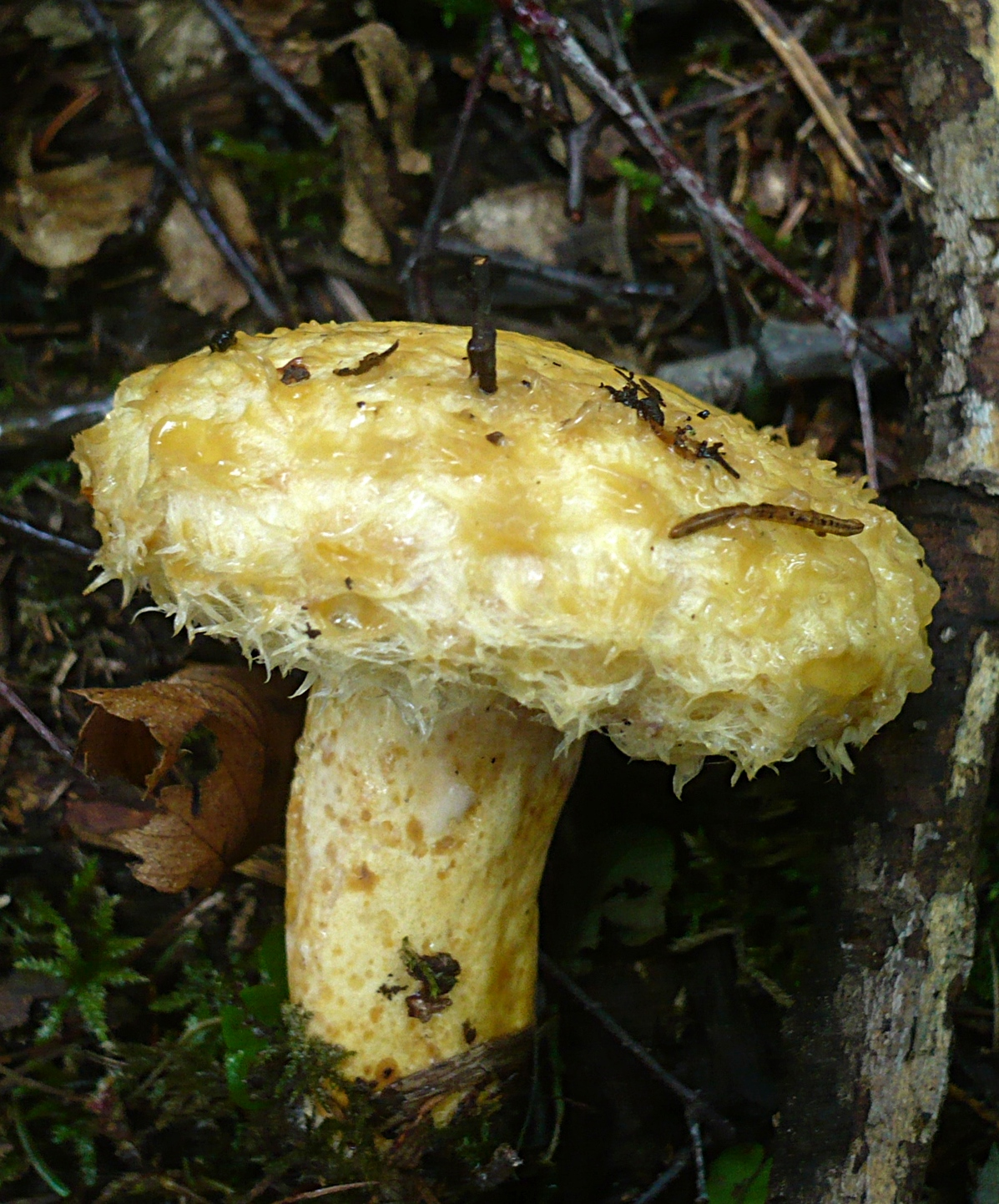
!Lactarius repraesentaneus!

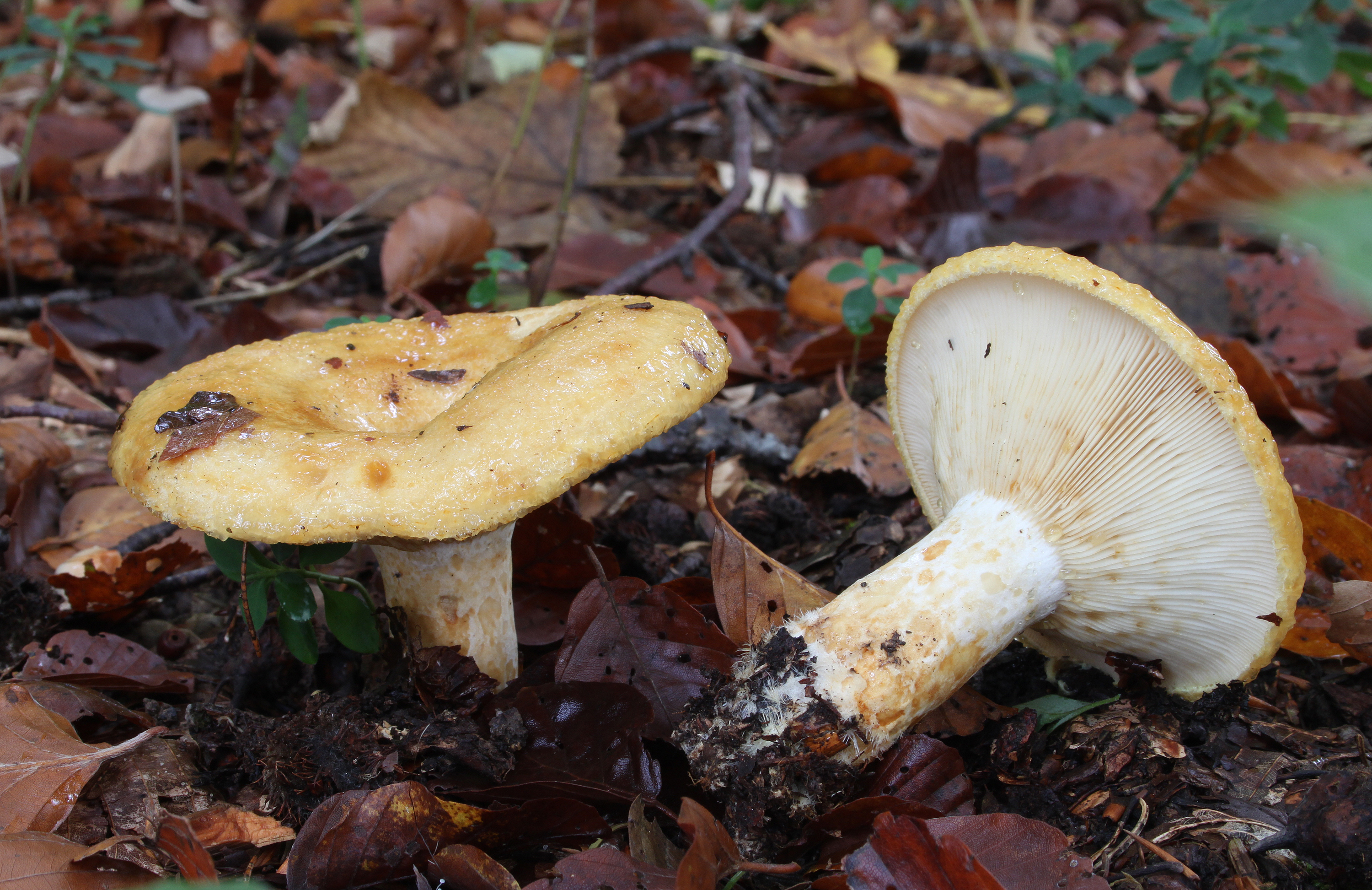
!!Lactarius scrobiculatus!!
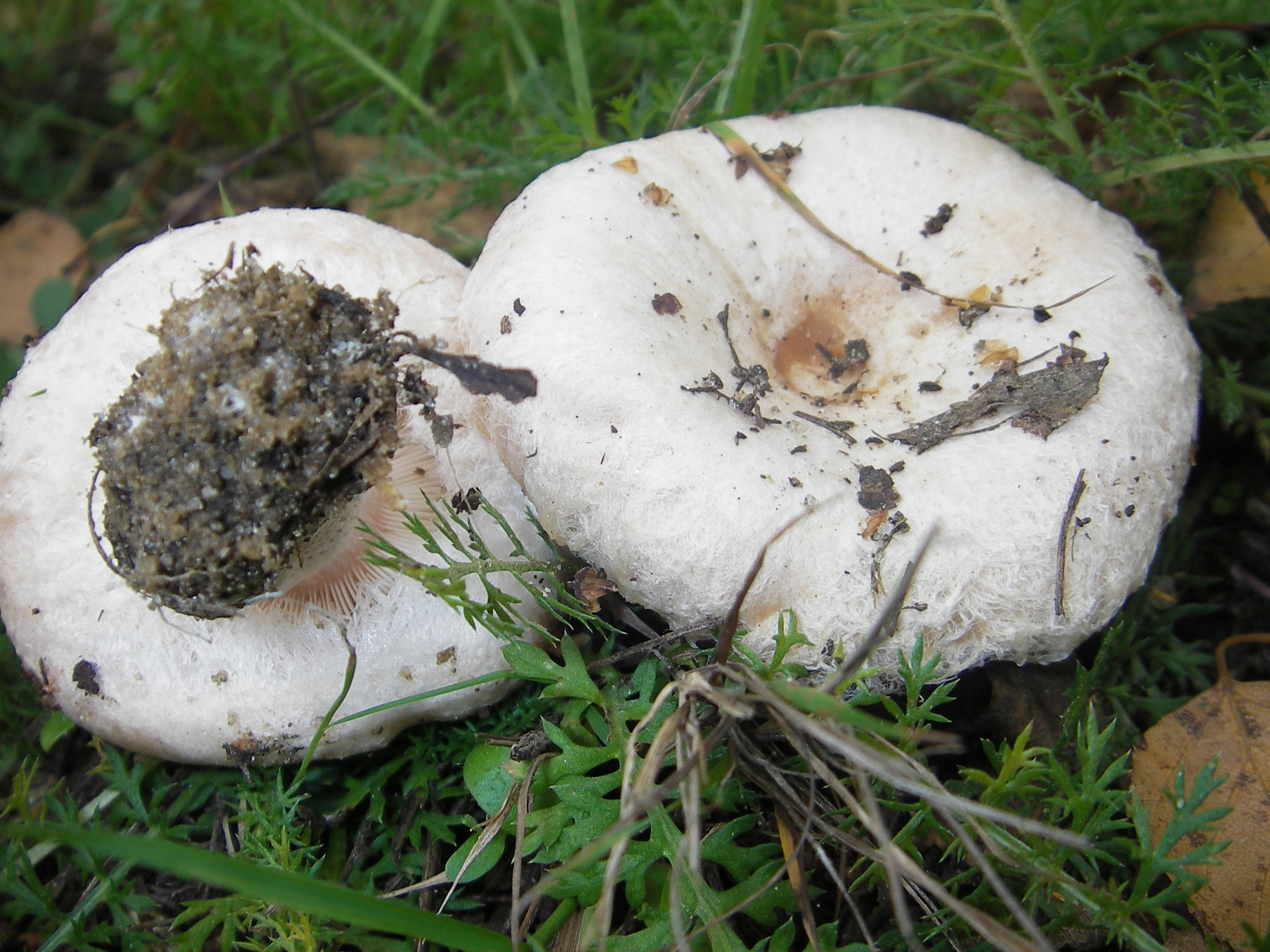
!!Lactarius torminosus!!
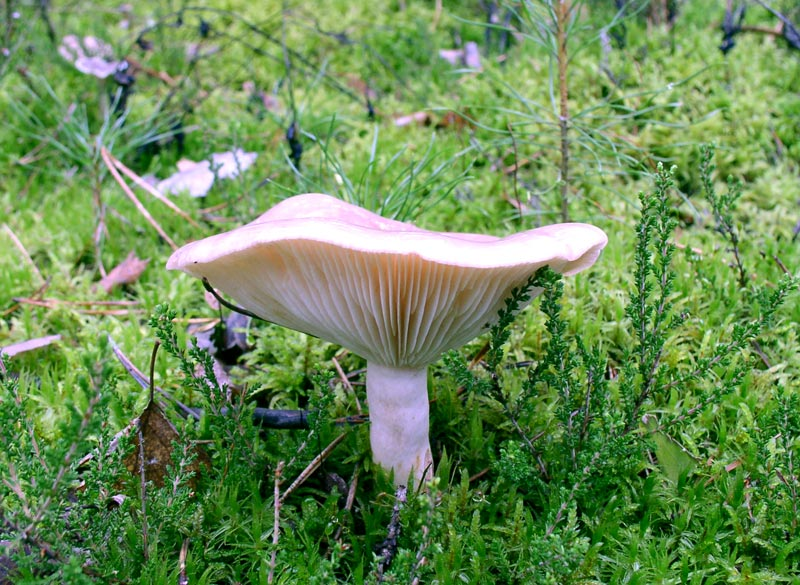
!Lactarius trivialis!
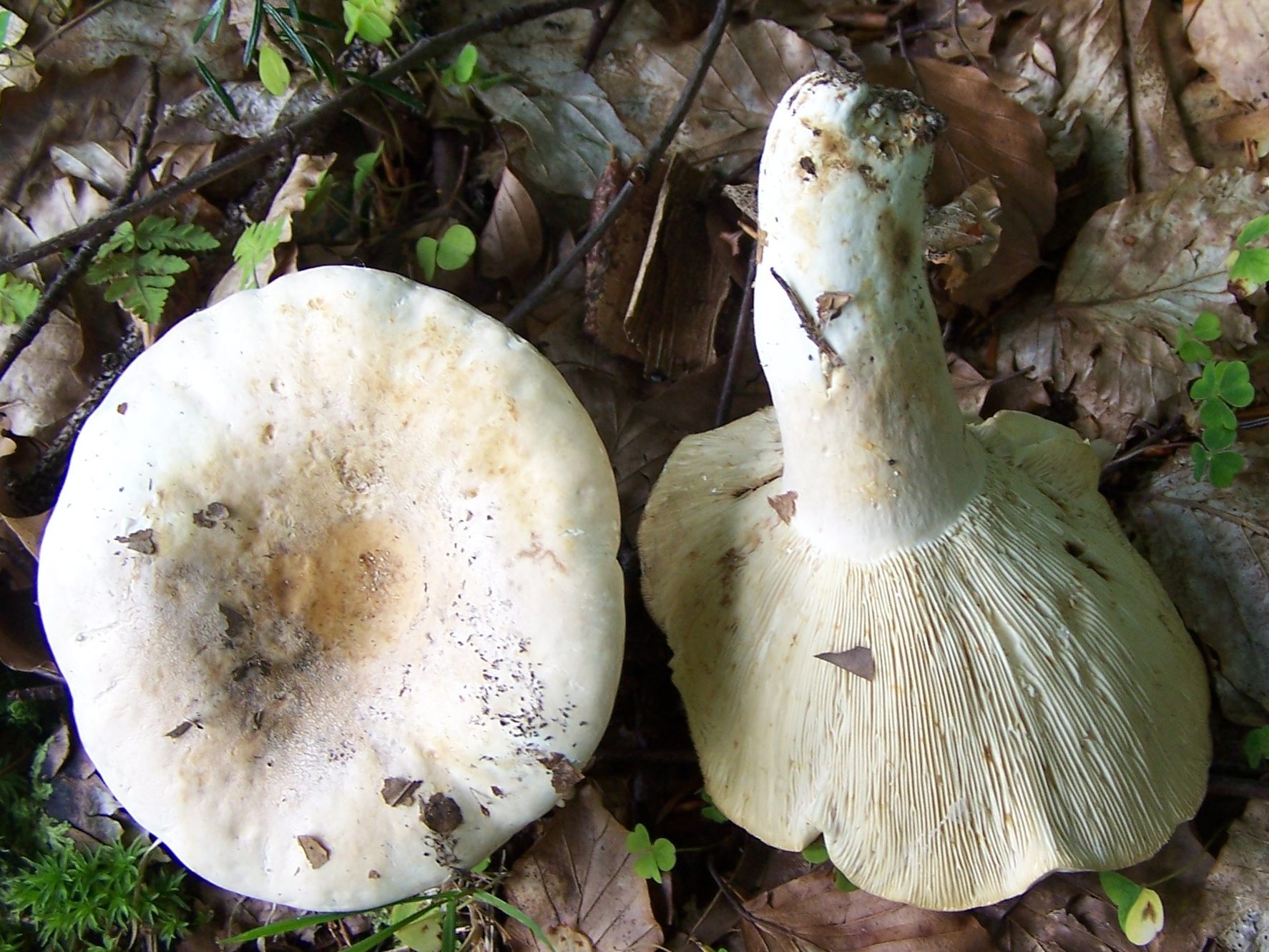
!Lactarius vellereus!
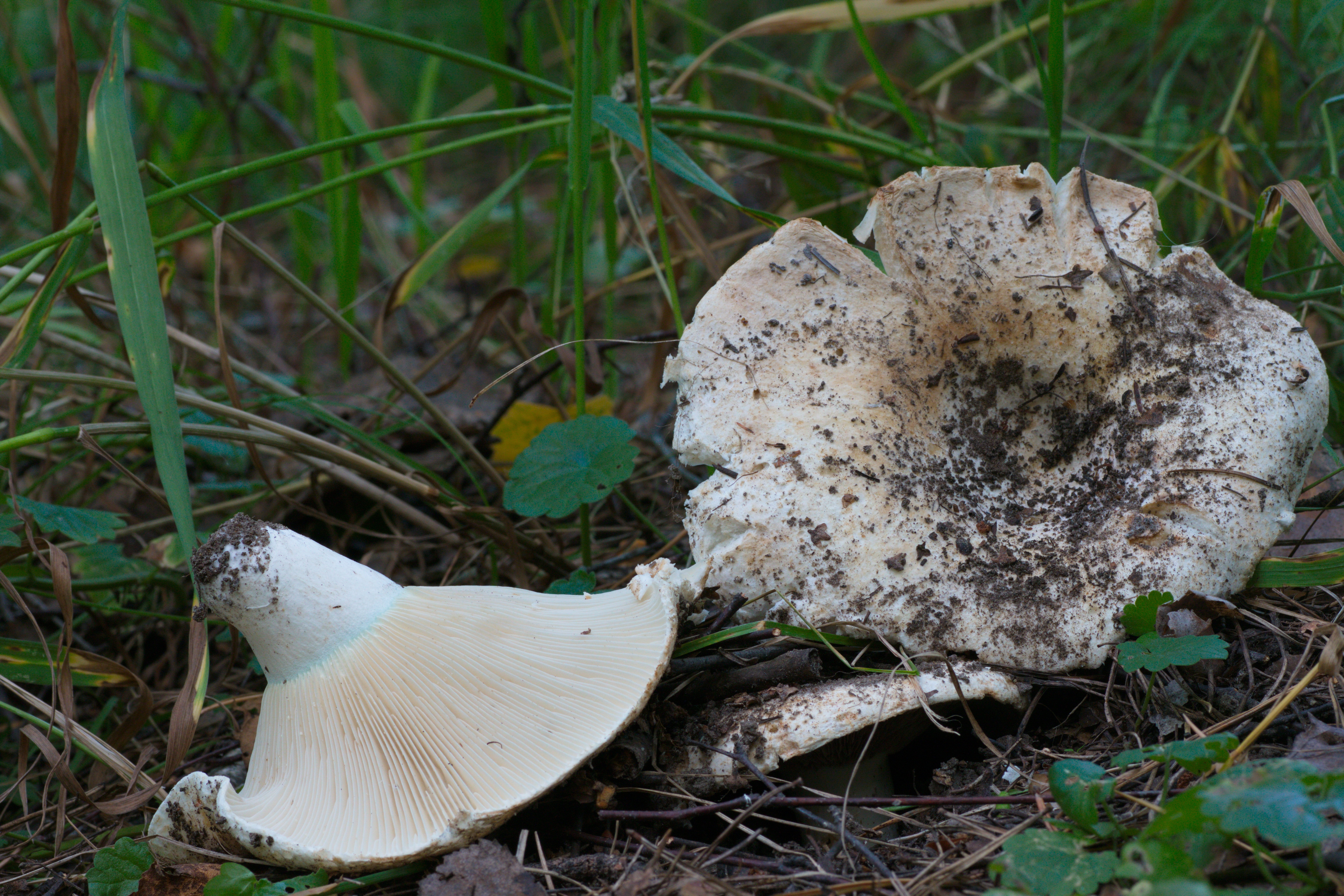
Russula chloroides
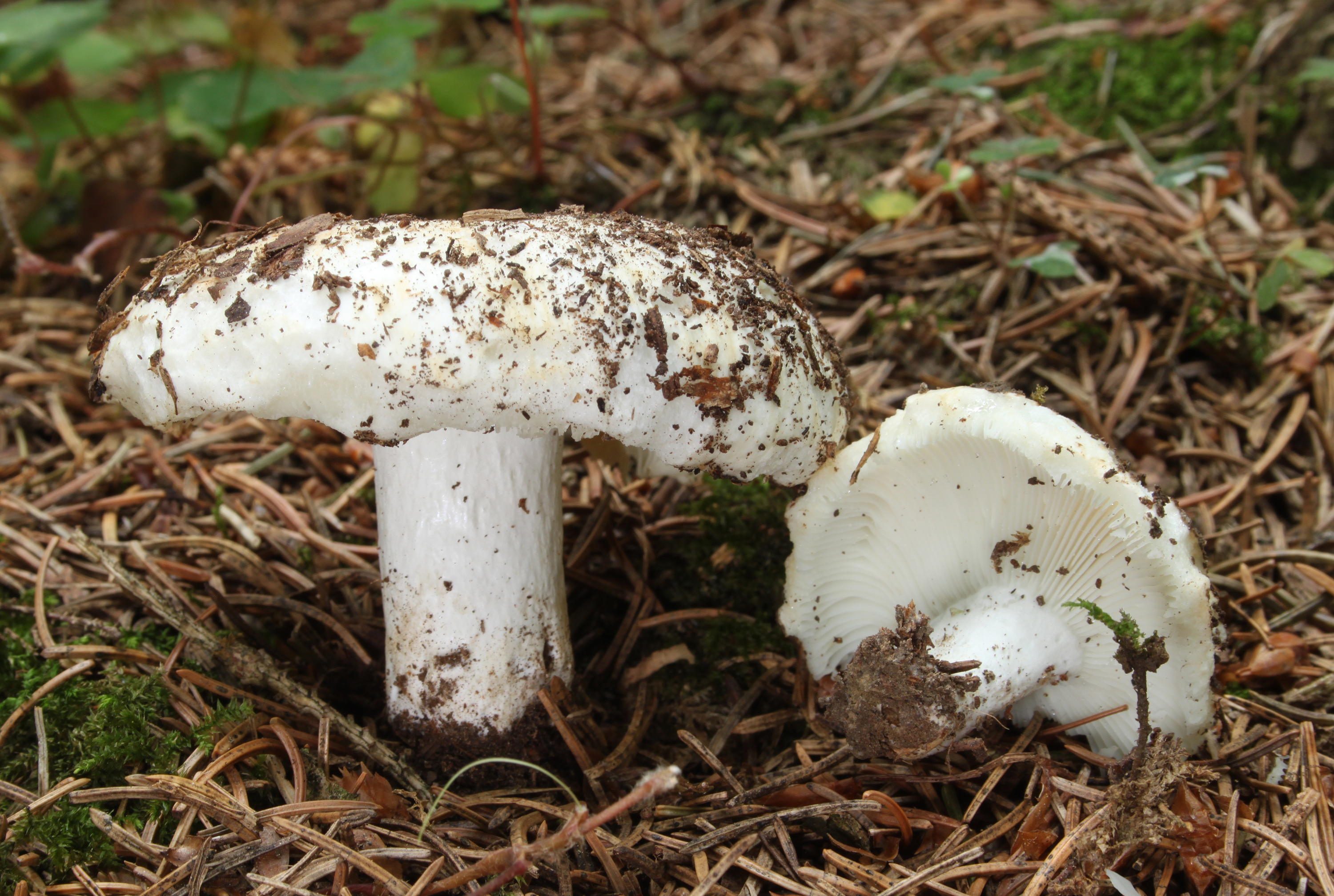
Russula delica

## Valorificare
Din cauza amărăciunii și iuțimii, Lactarius resimus este considerat necomestibil pe scară largă. Însă în regiunile fostei URSS, mai ales în Siberia, specia este consumată după o preparare îndelungată. Astfel, ciupercile mai întâi se înmoaie pentru 3-5 zile în apă rece, schimbând-o periodic, ideal de până la 5 ori pe zi. În ultima zi de înmuiere se adaugă sare și/sau acid citric la apă. În sfârșit se fierb.  Un alt mod de preparare este însilozarea: ciupercile curățate se înmoaie o jumătate de zi. Apoi, apa se stoarce din ele, bureții se sărează, condimentează și se pun într-o oală de piatră, acoperită cu un cearșaf precum îngreunate cu o scândurică de lemn și o piatră grea. Saramura trebuie să acopere ciupercile complet. Sunt comestibile după aproximativ 40 de zile.
Trebuie însă constatat, că o ciupercă, tratată astfel, nu mai are nici un miros sau gust și și-a pierdut toate vitaminele și mineraliile folositoare, umplând doar stomacul.   